# Festival di Berlino 1957

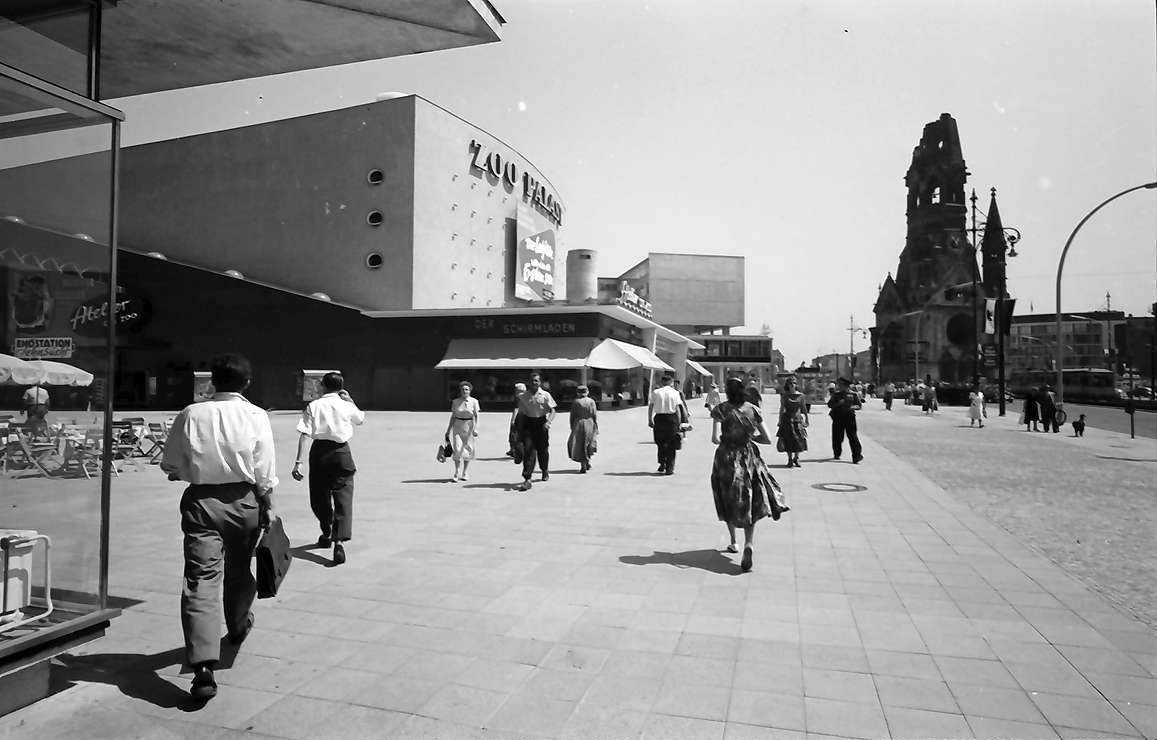
Lo Zoo Palast in Hardenbergstraße, sede principale della Berlinale dal 1957 al 1999.

La 7ª edizione del Festival internazionale del cinema di Berlino si è svolta a Berlino dal 21 giugno al 2 luglio 1957, con lo Zoo Palast come sede principale. Direttore del festival è stato per il settimo anno Alfred Bauer.
L'Orso d'oro è stato assegnato al film statunitense La parola ai giurati di Sidney Lumet.
In questa edizione sono stati assegnati per la prima volta l'Orso d'argento, gran premio della giuria e il premio FIPRESCI, conferito dalla Federazione Internazionale di Stampa Cinematografica.
La retrospettiva di questa edizione è stata dedicata agli artisti tedeschi nei film stranieri.

## Storia
(Articolo II delle linee guida del Festival di Berlino, 1957)
"Il festival del film in una nuova Berlino" fu lo slogan della rassegna giunta quest'anno alla sua settima edizione. Grazie anche alla mostra di architettura Interbau 57, inaugurata quattro giorni dopo la fine del festival, in tutta la città erano stati costruiti nuovi edifici come la Kongresshalle ed erano nati nuovi quartieri residenziali, tra cui lo Hansaviertel nel distretto del Tiergarten. Ma soprattutto la Berlinale aveva trovato una nuova "casa del cinema", il rinnovato cinema Zoo Palast nel quartiere di Charlottenburg che sarebbe stata la sede del festival per oltre quarant'anni.
Alla cerimonia di apertura del 21 giugno presenziarono molte celebrità locali, tra cui gli attori Horst Buchholz, O.E. Hasse, Hildegard Knef, Karin Baal, Lilli Palmer e Henny Porten, e star internazionali come Trevor Howard, Henry Fonda, Romy Schneider, Bibi Andersson, Ingmar Bergman, Jacques Becker e Errol Flynn, giunto con la moglie Patrice Wymore e accolto con particolare entusiasmo dai berlinesi.
Con la recente assegnazione del cosiddetto "status A", condizione che la riconosceva come festival competitivo, la Berlinale e la sua credibilità si trovarono ad essere sotto una crescente pressione. La politica di rigettare categoricamente film provenienti dagli stati del blocco sovietico, sostenuta dal governo della Germania Federale, venne giudicata in contraddizione con l'internazionalità che il festival stava cercando e fu oggetto di dibattito anche all'interno del comitato organizzativo, soprattutto dopo che Cannes aveva aperto al cinema dell'Europa dell'Est. Inoltre c'era da considerare la crescente competizione con il Festival di Karlovy Vary, giunto alla sua 10ª edizione e da poco riconosciuto ufficialmente come festival competitivo dalla FIAPF.
Il dibattito sulla credibilità politica influenzò anche la valutazione del programma del festival di quest'anno da parte della critica. La Berlinale era cresciuta velocemente ma per molti non era ancora matura e il 1957 venne considerato un anno "debole" dal punto di vista dei film presentati. L'Orso d'oro andò a La parola ai giurati, opera prima del trentatreenne Sidney Lumet che si aggiudicò anche il premio OCIC, mentre L'adultero di J. Lee Thompson vinse il premio FIPRESCI, per la prima volta assegnato a Berlino dove la Federazione Internazionale della Stampa Cinematografica tenne la sua convention annuale.
Unico materiale di discussione tra i critici fu il film sperimentale Jonas di Ottomar Domnick, oggi considerato un precursore del Nuovo cinema tedesco ma allora giudicato da alcuni come un obsoleto film d'avanguardia, tanto che nella sua recensione il critico Rolf Becker lo definì "film retroguardista". Anche se venne proiettato dopo una conferenza stampa speciale e una lettura introduttiva per spiegare al pubblico "il simbolismo psicoanalitico del film", Jonas fu comunque il tentativo coraggioso di rompere con le deboli tradizioni della commissione di selezione e un segnale che la politica del festival stava diventando più "audace" per quanto riguardava il cinema tedesco.

## Giurie

### Giuria internazionale
- Jay Carmody, critico teatrale (Stati Uniti) - Presidente di giuria[8]
- Thorsten Eklann, giornalista e editore (Svezia)
- John Sutro, produttore (Regno Unito)
- Bunzaburo Hayashi, produttore (Giappone)
- José María Escudero, direttore della fotografia (Spagna)
- Edmund Luft, drammaturgo, storico e critico cinematografico (Germania Ovest)
- Miguel Alemán jr., produttore (Messico)
- Dalpathal Kothari (India)
- Fernaldo Di Giammatteo, storico e critico cinematografico (Italia)
- Jean de Baroncelli, scrittore e critico cinematografico (Francia)
- Ernst Schröder, attore (Germania Ovest)

### Giuria "Documentari e cortometraggi"
- Adolf Hübl, fondatore dell'Ufficio federale della fotografia e del cinema educativo (SHB) (Austria) - Presidente di giuria[8]
- Norman McLaren, regista e produttore (Canada)
- Yrjö Rannikko, editore e imprenditore (Finlandia)
- Ahmed Sefrioui, scrittore (Marocco)
- Karl Naef (Svizzera)
- Paul Louyet, produttore (Belgio)
- Paul Heimann, pedagogo (Germania Ovest)

## Selezione ufficiale (parziale)
- 1918, regia di Toivo Särkkä (Finlandia)
- L'adultero (Woman in a Dressing Gown), regia di J. Lee Thompson (Regno Unito)
- Arashi, regia di Hiroshi Inagaki (Giappone)
- Le avventure di Arsenio Lupin (Les aventures d'Arsène Lupin), regia di Jacques Becker (Francia, Italia)
- Il bandito di Sierra Morena (Amanecer en puerta oscura), regia di José María Forqué (Spagna, Italia)
- Brahim, regia di Jean Flechet (Marocco)
- La casa da tè alla luna d'agosto (The Teahouse of the August Moon), regia di Daniel Mann (Stati Uniti)
- Un colpo da due miliardi (Sait-on jamais...), regia di Roger Vadim (Francia, Italia)
- El fatawa, regia di Salah Abu Seif (Egitto)
- Fermata per 12 ore (The Wayward Bus), regia di Victor Vicas (Stati Uniti)
- La finestra sul Luna Park, regia di Luigi Comencini (Italia, Francia)
- Il giardiniere spagnolo (The Spanish Gardener), regia di Philip Leacock (Regno Unito)
- Giungla di fuoco (Freedom), regia di Vernon Messenger[9] (Nigeria)
- Hang Tuah, regia di Phani Majumdar (Singapore, Malesia)
- El hombre señalado, regia di Francis Lauric (Argentina)
- Ingen tid til kærtegn, regia di Annelise Hovmand (Danimarca)
- Jonas, regia di Ottomar Domnick (Germania Ovest)
- Kabuliwala, regia di Tapan Sinha (India)
- Manuela, regia di Guy Hamilton (Regno Unito)
- Nije bilo uzalud, regia di Nikola Tanhofer (Jugoslavia)
- Padri e figli, regia di Mario Monicelli (Italia)
- La parola ai giurati (12 Angry Men), regia di Sidney Lumet (Stati Uniti)
- Protevousianikes peripeteies, regia di Yannis Petropoulakis (Grecia)
- La sesta coppia fuori (Sista paret ut), regia di Alf Sjöberg (Svezia)
- Shijibganeun nal, regia di Byung-il Lee (Corea del Sud)
- Stevnemøte med glemte år, regia di Jon Lennart Mjøen (Norvegia)
- Tizoc, regia di Ismael Rodríguez (Messico)
- Gli ultimi saranno i primi (Die Letzten werden die Ersten sein), regia di Rolf Hansen (Germania Ovest)
- L'uomo dall'impermeabile (L'homme à l'imperméable), regia di Julien Duvivier (Francia)
- Wang hun gu, regia di Chun Yen (Hong Kong)

### Documentari e cortometraggi
- Abarembo kaido, regia di Tomu Uchida (Giappone)
- Big Bill Blues, regia di Jean Delire (Belgio)
- Đất Lành, regia di Ramon Estella (Vietnam del Sud)
- Felicidad, regia di Alfonso Corona Blake (Messico)
- Gente lontana, regia di Lionetto Fabbri (Italia)
- Plitvicka jezera, regia di Dragoslav Holub (Jugoslavia)
- La revolución mexicana en sus murales, regia di Luis Spota (Messico)
- Ruf der Götter, regia di Dietrich Wawrzyn (Germania Ovest)
- I segreti della natura (Secrets of Life), regia di James Algar (Stati Uniti)
- Tausend kleine Zeichen, regia di Herbert Seggelke (Germania Ovest)
- L'ultimo paradiso, regia di Folco Quilici (Italia)

## Premi

### Premi della giuria internazionale
- Orso d'oro: La parola ai giurati di Sidney Lumet
- Orso d'argento, gran premio della giuria: Il bandito di Sierra Morena di José María Forqué
- Premio speciale della giuria: Ravi Shankar, per le musiche di Kabuliwala
- Orso d'argento per il miglior regista: Mario Monicelli, per Padri e figli
- Orso d'argento per la migliore attrice: Yvonne Mitchell, per L'adultero di J. Lee Thompson
- Orso d'argento per il miglior attore: Pedro Infante, per Tizoc di Ismael Rodríguez

### Premi della giuria "Documentari e cortometraggi"
- Orso d'oro per il miglior documentario: I segreti della natura di James Algar
- Orso d'argento (documentari): L'ultimo paradiso di Folco Quilici
- Orso d'oro per il miglior cortometraggio: Gente lontana di Lionetto Fabbri
- Orso d'argento (cortometraggi): ex aequo
Plitvicka jezera di Dragoslav Holub
Tausend kleine Zeichen di Herbert Seggelke
Big Bill Blues di Jean Delire

### Premi delle giurie indipendenti
- Premio FIPRESCI: L'adultero di J. Lee Thompson
- Menzione d'onore: Ingen tid til kærtegn di Annelise Hovmand
- Premio OCIC: La parola ai giurati di Sidney Lumet
- Menzione speciale: L'adultero di J. Lee Thompson